# Алампа
Алампа (*14 листопада 1886 — †24 жовтня 1935) — саха письменник, журналіст та громадський діяч. Ідеолог національно-визвольної боротьби Саха на початку ХХ століття. Жертва сталінського терору.

## Біографія
Народився у Ботуруському улусі (нині — Таттінський улус Саха) Якутської області Російської імперії. Два роки вчився у церковно-приходській школі. 1907 став складачем друкарні, працював для національного журналу «Саха саҥата» («Голос саха», 1912–1913).
Перший вірш «Төрөөбүт дійду» (Рідний край) надруковано 1912. Найвідомішу драму «Бідний Яків» написав 1914, з того часу став живим класиком саха театру.
Як поет створив понад 150 віршів, більшість з яких позначені європеїзмом. Проте ці твори стали національними піснями, які популярні донині. Пісня «Саха ириата» (Пісня якута) взагалі стала гімном національно-визвольної боротьби Саха, зокрема й проти російсько-більшовицької навали 1919–1921.
Щопправда комуністам вдалося перетягнути на свій бік Алампу, який став редактором першої комуністичної газети в Саха — «Манчари» (1921–1922). Брав активну участь у культурно- просвітницьких акціях, очолював театральну справу в усій країні Саха, став першим директором Саха театру. Одружився з актрисою Саха театру Євдокією Яковлевою-Гоголєвою (1891–1971), з якою прожив 14 років.
У 1927 році Алампа був заарештований у справі Повстання якутських конфедералістів. Спочатку висланий за межі Саха, а потім доведений до смерті 1935.

## Вшанування
Іменем Алампи названа вулиця міста Якутська, Ітик-Кельська середня школа Таттінского улусу.
15 серпня 2012 за рішенням громадськості Таттінского улусу і наказами Міністерства культури РФ та Міністерства культури перепохований на батьківщині.

## Твори
- Дьадаҥы Дьаакып — Дьокуускай: Кинигэ кыһата, 1924. — 54 с.
- Манчаары: Драма. — М.:Центриздат народов СССР, 1926. — 88 с.
- Оонньуулар: Пьесалар. — М.:1926. — 72 с.
- Бүдүрүйбүт көммөт: Пьеса. — М. ЦИН СССР, 1927. — 55 с.
- Олох дьэбэрэтэ: Пьеса. — М., 1927. — 56 с.
- Таптал: Пьеса. — М. 1927. — 42 с.
- Төрөөбүт дойду: Хоһоон. — Дьокуускай: Кинигэ кыһата, 1966. — 1 л. слож. 6 с.
- Талыллыбыт айымньылар: 2 томнаах. — Дьокуускай: Кинигэ кыһата, 1964–1965
- Туллук-туллук доҕоттор: Кыра оҕолорго хоһооннор. — Дьокуускай: Кинигэ кыһата, 1974
- Хоһооннор, поэмалар. — Дьокуускай: Кинигэ кыһата, 1976. — 328 с.
- Куоратчыт: Кэпсээннэр. — Дьокуускай: Кинигэ кыһата, 1978. — 20 с.
- Драмалар / Аан тылы суруйда уонна хомуйан оҥордо А. А. Билюкина. — Дьокуускай: Кинигэ кыһата, 1986. — 392 с.
- Хоһооннор, кэпсээннэр. — Дьокуускай: Кинигэ кыһата, 1987. — 78 с.
- Ырыа быстыыта хоһоон / Саха респ. наукаларын академиятын ГЧИ. Хомуйан оҥордо Л. Р. Кулаковская. — Дьокуускай: Саха полиграфиздат, 1996. — 399 с.